# Jedność Kościoła
Jedność – obok świętości, powszechności (katolickości) i apostolskości jeden z czterech głównych atrybutów Kościoła, uznawany przez wszystkie wspólnoty chrześcijańskie na mocy nicejsko-konstantynopolitańskiego wyznania wiary ("Wierzę w jeden, święty, powszechny i apostolski Kościół"). W teologii katolickiej wszystkie te cztery cechy uznawane są za atrybuty (w rozumieniu arystotelesowskim) Kościoła, cechy wyznaczające jego istotę. W katolicyzmie cztery atrybuty Kościoła stanowią kryterium jego prawdziwości i jego jedyności - tego, że jest on niepowtarzalną i jedyną Chrystusową wspólnotą zbawienia. 

## Prawosławie
W prawosławiu jedność Kościoła rozumiana jest dwojako - teologicznie i prawnokanonicznie. Prawosławna teologia jedności Kościoła uznaje tę jedność za wyznawanie jednej doktryny trynitarnej i chrystologicznej sformułowanej wspólnotowo (sobornost) na siedmiu pierwszych soborach powszechnych. Eklezjologia prawosławna w myśl nauczania św. Pawła widzi Kościół jako jedną całość złożoną z wzajemnie związanych części. Kościół dla prawosławia realizuje się przede wszystkim w autokefalii - istnieniu Kościołów lokalnych, które dopiero wspólnie tworzą pełnię (pleromę) zbudowaną na fundamencie miłości.
Jedność Kościoła znajduje wyraz zewnętrzny we wspólnym sprawowaniu Eucharystii i wszystkich sakramentów (koinonia), przyjmowaniu całości Objawienia w Biblii i Tradycji oraz wspólnocie życia kościelnego (wspólne zwoływanie soborów, konferencji obejmujących całe prawosławie, kontakty takie jak wymiana listów oficjalnych).
Jedność Kościoła prawosławnego w rozumieniu prawnokanonicznym polega na przestrzeganiu wszystkich przyjętych przez siedem soborów powszechnych kanonów. Przyjmowanie wiernych i całych wspólnot do Kościoła prawosławnego może odbywać się wyłącznie w zgodzie z tymi kanonami. Kościoły przestrzegające tego modelu jedności uznawane są za równe sobie Kościoły siostrzane, a pierwszeństwo poszczególnych w dyptykach ma wyłącznie znaczenie kanoniczne.

## Protestantyzm
Dla teologii protestanckiej fundamentem jedności Kościoła jest sformułowana w Confessio Augustana i Confessio Helvetica Posterior zasada zgodności nauczania ewangelicznego i sprawowania sakramentów. Zasadą jedności i prawdziwości Kościoła jest Chrystus, udzielający zbawienia przez Ewangelię i sakramenty. Znakiem odłączenia się od Kościoła, braku jedności, jest więc w protestantyzmie głoszenie innej Ewangelii niż Chrystusowa. Świadome swojego rozbicia Kościoły protestanckie tłumaczą je przez zasadę Ecclesia semper reformanda i dążą do zjednoczenia poprzez ruch ekumeniczny - jednym z najważniejszych współczesnych porozumień jest Konkordia leuenberska, uznawana w denominacjach, które ją przyjęły za urzeczywistnienie jedności. 